# トラコタルパン

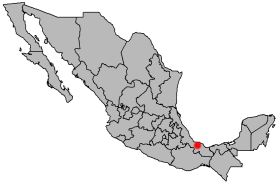
トラコタルパンの位置

トラコタルパン (Tlacotalpan) は、メキシコ合衆国ベラクルス州にある都市。面積は646.51 km2、人口は8,853人（2010年）である。トラコタルパンはナワトル語で「水に囲まれた場所」を意味する。

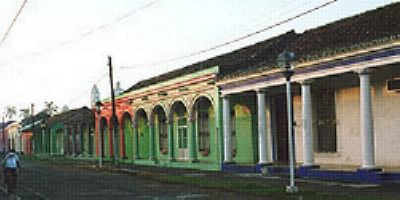
トラコタルパンの町並み

## 歴史
15世紀の中頃、トラコタルパンはパパロアパン川のほとりにスペイン植民地の河川港として建設された。

## 世界遺産
トラコタルパンの町並みはスペインコロニアル様式の都市構造と建造物を良く保っており、スペインとカリブ海地域の伝統文化の融合による、まれに見る重要性と性質を示している。幅の広い道、鮮やかな色で彩られた様々な様式の建造物、そして公共の場所や個人の庭にある多くの樹木による特徴的な景観を有している。これらの点が評価され、1998年12月2日にユネスコの世界遺産（文化遺産）に登録された。

### 登録基準
この世界遺産は世界遺産登録基準のうち、以下の条件を満たし、登録された（以下の基準は世界遺産センター公表の登録基準からの翻訳、引用である）。
- (2) ある期間を通じてまたはある文化圏において、建築、技術、記念碑的芸術、都市計画、景観デザインの発展に関し、人類の価値の重要な交流を示すもの。
- (4) 人類の歴史上重要な時代を例証する建築様式、建築物群、技術の集積または景観の優れた例。